# كارلوس كليرك
كارلوس كليرك مارتينيز (بالإسبانية: Carlos Clerc Martínez) (مواليد 21 فبراير 1992) هو لاعب كرة قدم إسباني يجيد اللعب في مركز الظهير الأيسر ، ويلعب أيضًا كجناح أيسر ، ويلعب حاليًا لنادي أوساسونا الإسباني.

## روابط خارجية
- كارلوس كليرك على موقع Soccerbase.com (لاعب) (الإنجليزية)
- كارلوس كليرك على موقع Soccerway.com (الإنجليزية)
- كارلوس كليرك على موقع AS.com (الإسبانية)
- Carlos Clerc